# Коркський міжнародний кінофестиваль
Міжнародний кінофестиваль у місті Корк, також відомий як Коркський кінофестиваль ірл. Féile Scannán Chorcaí), — кінофестиваль, який щорічно проводиться в місті Корк, Ірландія. Він був заснований 1956 року як один з фестивалів An Tóstal і є одним із найстаріших і найбільших кінофестивалів Ірландії.
З 2007 до 2012 року фестиваль був відомий (з причин спонсорства) як кінофестиваль Corona Cork Film Festival.
Програма фестивалю — це поєднання великобюджетних картин, світового кінематографу, незалежного, документального та короткометражного кіно. Хоча на заході також демонструються фільми іноземного виробництва, організатори фестивалю описують його як «вітрину ірландського кіно».